# アラドAr234
アラド Ar 234
アラド Ar 234 B-2
- 用途：爆撃機
- 分類：高速爆撃機
- 製造者：アラド社
- 運用者： ドイツ国（ドイツ空軍）
- 初飛行：1943年6月15日
- 生産数：210+14機
- 運用開始：1944年8月 ＊偵察機として
- 運用状況：退役

Ar 234 ブリッツ（Blitz：電撃の意）は、第二次世界大戦末期にドイツのアラド社によって開発された世界初のジェット推進で飛行する高速爆撃機。当初は高速偵察機として開発されていた。
大戦末期、連合軍に制空権を握られていた状況下にあっても高高度を700km/h近い速度で巡航するAr 234は事実上捕捉不能で、貴重な写真偵察情報を幾度ももたらしたが、それを活用するだけの戦力はドイツには残されていなかった。

## 背景と試作機
1940の秋に、RLM(ドイツ航空省)は、航続距離2,156km(1,340mi)を備えたジェットエンジンを動力とする高速偵察航空機を要望していた。これに応えられるのはヴァルター・ブルーメ教授の下で計画されたE.370プロジェクトを持つアラド社だけだった。この機体は、高翼式で各翼の下にユンカースJumo 004エンジンを搭載しており、従来の航空機と同様のレイアウト設計になっていた。計画された機体重量はおよそ8,000kg(17,600ポンド)であったため、機体自身の重量を減らし、かつ内部燃料を最大限にするために、アラド社は典型的な引込脚を使用せず、代わりに、着陸用にスキッド（そり）を装備し、離陸の際には車輪の付いたトロリーを使用することにした。
アラド社では、高度6,000m(19,690フィート)で780km/h(490mph)の最高速度、高度11,000m(36,100フィート)で1,995km(1,240mi)の航続距離を予定していた。この性能はRLMの要求を下回っていたが、RLMはその設計に興味を持ち、Ar 234として2つのプロトタイプを注文した。
1941年の終わりには機体の大部分は完成していたが、肝心のJumo 004エンジンの開発が間に合わず、機体の完成は1943年2月までずれこんだ。完成後もそのエンジンは飛行するまでの信頼性がないとユンカース社によって判断され、静止とタクシー・テストのために使用されただけである。飛行資格を与えられたエンジンは1943年の末に届き、Ar 234 V1は1943年6月15日に初飛行を行った。9月までに、4機のプロトタイプが飛行試験を行い、8機のプロトタイプにトロリーとスキッド（そり）が取り付けられていた。
6号機、8号機は2発のJumo 004の代わりに4発のBMW 003ジェットエンジンを搭載され、6号機は2発のエンジンを同一のナセルに収容し、8号機は4発のエンジンを個々にナセルに収容しており、これらは世界初の4発エンジンのジェット機となった。
7号機は、1944年8月2日に最初に偵察任務で飛行したジェット機として記録を作った。

## バリエーション

### Ar 234B

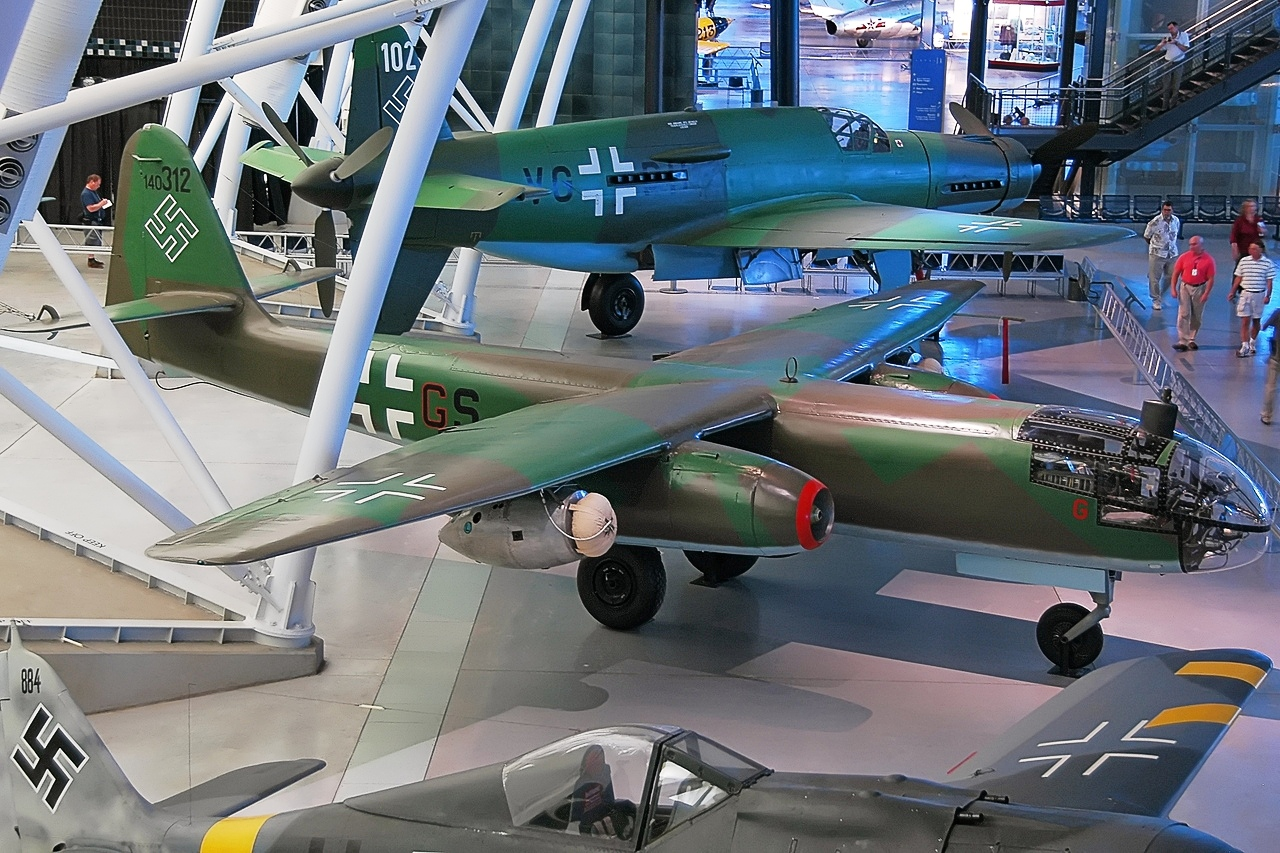
現存するAr 234B

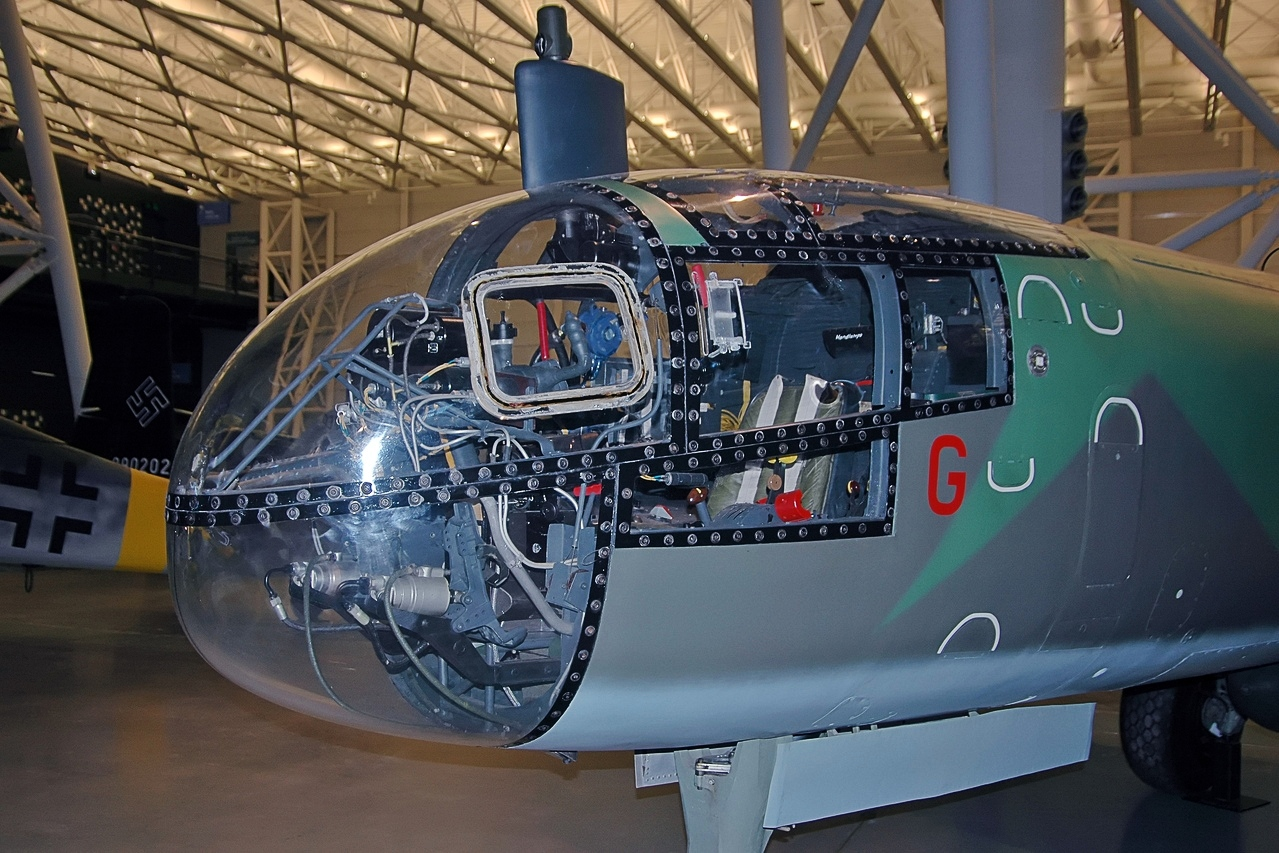
Ar 234Bのコクピット

RLMは、7月にAr 234BとしてSchnellbomber(高速爆撃機)の試作機を供給するようにアラド社に依頼した。
Ar 234Bの胴体は極めて細く絞られていたのに加え、膨大なジェット燃料を使用するので重心近くのスペースのほとんどが燃料タンクで占められ、爆弾は胴体およびエンジンナセルの下に装備するという形となっていた。このため、爆弾搭載量は最大1,500 kgと爆撃機としては不十分なものとなってしまったが、この状態でもJumo 004双発の推力では荷が勝ちすぎていた。加えて、外部に爆弾を搭載することはそれだけで大幅な空気抵抗を発生し、結果として爆弾を満載した状態では最高速度が大幅に落ちることとなった。
機体重量の増加を避けるため防御機銃は機体後方に後ろ向きに設置された遠隔操作の20mm MG 151/20機関砲×2のみとなっている。しかしコックピットが胴体の一番前に取り付けられていたために後方視界はほとんどなく、射撃にはコックピット屋根上に設置されたペリスコープ（潜望鏡）を用いることとなった。だが、多くのパイロットはこのシステムは役に立たないと考え、重量の軽減のために銃を取り外してしまった。
着陸する際にスキッド式の着陸装置をもちいる事は再出撃や整備の面を考慮すると非現実的なものであるとされ、Ar 234Bは着陸装置を三輪車式に変更された。
プロトタイプ9号機は、最初のAr 234Bとして1944年3月10日に初飛行を行った。
B型の最大速度は、爆弾搭載量が最大の時には高高度で668km/h(415mph)にとどまると考えられる。
しかし、それでも当時のドイツ空軍が所有する他の爆撃機の中で最も優れていた。20機のAr 234B-0先行量産型が6月末日までに納入された。しかし後期量産型は、アラド社の生産ラインが爆撃を受けたほかの工場の飛行機の生産を請け負ったために生産が遅れている。
その間、プロトタイプのいくつかは、偵察任務の為に前線に送られ使用されたが、9,100m以上(29,900フィート)で、約740km/h(460mph)で巡航するAr 234は敵に捕捉される事はなかった。
この機体は離陸に長い滑走距離を必要としていた。しかし長い滑走距離は事故の原因になりやすいので、補助ロケットを利用して離陸距離を短くする方法が採用された。エンジンの耐久性は切実な問題であり、10時間の飛行のたびにオーバーホールが必要であった。
Ar 234の爆撃機としての最も有名な活躍は、レマーゲンの戦いにおけるルーデンドルフ橋の破壊作戦であった。3月7日～3月17日の間、1,000kg(2,200ポンド)の爆弾を搭載したIII/KG 76のAr 234によって攻撃が行われた。
Ar 234Bの通常の爆弾搭載量は、2個の500kg(1,100ポンド)爆弾をエンジンの下に懸架するか、1個の1,000kg(2,200ポンド)爆弾を搭載するものである。最大搭載重量の1,500kg(3,310ポンド)爆弾は胴体の下面に半分埋め込まれる形で搭載された。将来的にはフリッツX誘導爆弾あるいはヘンシェルHs 293空対地ミサイルの搭載能力の付加が考えられていた。
1944の夏から戦争終了まで合計210機が生産され、1945年2月には、生産はC型に切り替えられた。
1945年11月からは月産500機の生産が望まれていた。
Ar 234B-0
先行量産型、20機生産。
Ar 234B-1
偵察機型、2つのRb 50/30あるいはRb 75/30カメラを装備した。
Ar 234B-2
爆撃機型、最大爆弾搭載量1,500kg(3,310ポンド)。
Ar 234B-2/N
複座の夜間戦闘機型。レーダー手は機体後部で後ろ向きに搭乗する。

### Ar 234C
Ar 234Cは、Ar 234プロトタイプ8号機の開発データに基づいて設計されていた。Ar 234Cは、4発のBMW 003Aエンジンを持ち、2発のエンジンを同一のナセルに収容し、そのナセルを片翼にひとつずつ取り付けるというものであった。
Jumo 004エンジンからBMW 003Aエンジンに切り替えた理由はJumo 004エンジンをMe 262に優先的に配備するためであった。しかしこの変更は功を奏し、全面的な性能の向上、特に離陸と上昇時に効果を発揮した。速度もB型に比べ約20%速くなった。高高度への上昇能力の向上によりAr 234Cの作戦行動範囲は大きく広がることとなった。
C型は爆撃型、武装偵察型、夜間戦闘型および重爆撃型等の少なくとも7つのバージョンが設計もしくは計画段階にあった。Ar 234Cのプロトタイプは14機(C-1とC-2を含む)が、戦争の終了前までに完成していた。
Ar 234C-1
Ar 234B-1のエンジンを四発にした型。
Ar 234C-2
Ar 234B-2のエンジンを四発にした型。
Ar 234C-3
多用途型。機首下に20mmのMG 151/20機関砲×2を搭載。
Ar 234C-3/N
複座の夜間戦闘機型。レーダー手は機体後部で後ろ向きに搭乗する。20mmのMG 151/20機関砲×2と30mmのMK108機関砲×2を搭載、FuG 218 Neptun Vレーダーを装備。
Ar 234C-4
武装偵察機型。20mmのMG 151/20機関砲×4を搭載、2台のカメラをオプションで装備。
Ar 234C-5
機首を並列複座に変更したタイプ。与圧キャビンを装備。プロトタイプの28号機がこの型に改造されている。
Ar 234C-6
複座の偵察機型(パイロットは機首に並列に座る)。プロトタイプの29号機がこの型に改造されている。
Ar 234C-7
複座の夜間戦闘機型(パイロットは機首に並列に座る)。センチメートル波のFuG 245ブレーメン(30GHz)を装備。
Ar 234C-8
単座爆撃機型。エンジンをJumo 004Dターボジェットエンジンに交換し、1,080kg(2,380ポンド)×２を搭載可能とした。

### Ar 234D
D型はB型の胴体に新しい複座のコクピットを取り付け、双発の強力なハインケルHeS 011ターボジェットエンジンを搭載するタイプである。しかし、ハインケルHeS 011の量産に失敗し、D型が生産されることはなかった。
Ar 234D-1
偵察機型。計画のみ。
Ar 234D-2
爆撃機型。計画のみ。

### Ar 234P
P型は複座の夜間戦闘機型で複数のエンジンの搭載が検討され、またレーダーも多様なものが搭載される予定だった。いくつかは設計段階にあったが、どれも生産にはいたっていない。
Ar 234P-1
複座型でBMW 003003A-1エンジンを4発搭載、20mmのMG 151/20機関砲×1と30mmのMK 108機関砲×1を装備。
Ar 234P-2
複座型でコクピットに13mmの防弾板を装備。
Ar 234P-3
HeS 011Aエンジンを搭載。2門の機関砲を装備
Ar 234P-4
P-3のエンジンをJumo 004Dに変更
Ar 234P-5
三座型HeS 011Aエンジンを搭載、20mmのMG 151/20機関砲×1と30mmのMK 108機関砲×1を装備。

## スペック

### Ar 234B-2
- 全長：12.6 m
- 全幅：14.4 m
- 全高：4.3 m
- 翼面積：26.4 m2
- 自重：5200kg
- 最大重量：9800kg
- 上昇限度：12000m
- 上昇時間：2000mまで3.6分
- エンジン：ユンカース製 Jumo 109-004B ターボジェット×2基推力8.83 kN（1,990 lbf）
- 補助動力:ヴァルターHWK 109-500A-1Starthilfeロケットポッド×2基・推力4.905 kN（1,103 lbf）
- 最大速度：742 km/h
- 航続距離：約1,215 km
- 乗員：1名
- 固定武装：20 mm MG 151機関砲×2門(尾部)
- 爆弾：外部ラックに最大1,500 kg分の爆弾を搭載

## 登場作品

### ゲーム
『R.U.S.E.』
ドイツ国防軍の爆撃機として登場。
『War Thunder』
ドイツ空軍ツリーにAr234 B-2とAr234 C-3がそれぞれ登場。